# Giornata della lingua portoghese nelle Nazioni Unite
La giornata della lingua portoghese nelle Nazioni Unite è una ricorrenza istituita dal Dipartimento dell'informazione pubblica delle Nazioni Unite il 17 ottobre 2019.
Si celebra il 5 maggio.
La ricorrenza si celebra nelle Nazioni Unite e in Portogallo per valorizzare la lingua portoghese e la cultura lusofona nel mondo.